# 近藤有華
近藤 有華（こんどう ゆか、9月7日 - ）は、日本のタレント、女優、歌手、元祖ネットアイドル。
愛知県名古屋市出身。

## 来歴
1996年、当時インターネット環境が整っていない時代に逸早く個人のホームページを起ち上げファンクラブを開設。
1997年、パソコン情報誌「あちゃら」の掲載をきっかけにスカウトされ、株式会社サリクスエンタープライズに所属。演劇スクールに通いながら女優デビュー。
Vシネマ出演時の芸名は近藤有華ではなく別名でクレジットされている。
1999年、SUPERSTAR2000・日本アーティストユニオン初代アイドルクィーンに選ばれ「夢叶うまで」で歌手デビュー。歌のステージや司会等をしていたが、持病の子宮腺筋症が悪化し3年間の休業宣言。休業中は学習塾名教学院で講師のアルバイトをしていた。
2002年、神奈川県横浜市の広尾メディカルクリニックで腺筋症の子宮保存手術。ウィメンズクリニック南青山の通院を経て、2007年、茨城県霞ヶ浦医療センターで子宮腺筋症核出術を行い完治。
2004年、タレント活動再開。株式会社太陽プロダクションでボイストレーニングとマネージングにより歌のステージをする。健康を維持することに専念していたため、歌謡ショー以外のメディアへの出演は休止状態だったが、ネットアイドル活動で雑誌やTVに取り上げられたファンサイトは運営し続けていた。
2022年、1996年から続けているインターネット中心の活動は形を変えSNSに移行し、音声ライブ配信サービスSpoon、2022年、TikTok等で定期的に生配信を行っている。
大のゲーム好きで、2015年、ゲーム専用のYouTubeも開設している。

## 活動歴
- 1998年10月27日発売＝日経ネットナビ
- 1998年11月27日発売＝日経ネットナビ総集編ベストムック
- 1999年8月28日発売＝情報誌「あちゃら」
- 1999年＝英知出版「Windows GIGA｣１１月号「大活躍の美女｣特集
- 1999年１０月４日発売＝集英社発行「ＢＡＲＴ｣
- 1999年１１月２８日＝スタジオ　アルジャーノン美女セーバー５０（シェアウエア５００円）スクリーンセーバー写真集）
- 2000年＝１月１０日発売＝英知出版「Windows GIGA｣
- 2000年１月１８日発売＝（株）ベストセラーズ発行「ＣｙｂｅｒＧｌｏｂｅ」ネット美女セーバー５０（付録のCD-ROMにスタジオ　アルジャーノン）
- 2000年＝３月発売予定＝英知出版「Windows GIGA｣
- 2000年＝７月号毎月17日発売＝英知出版株式会社刊（20万部発行）
- 2001年＝2月号毎月1７日発売＝株式会社宝島社刊（35万部発行)『DOS/V USER』DVD-ROM
- 2001年＝2月号毎月1７日発売＝株式会社宝島社刊（35万部発）『DiGi/USER』(カラー2ペ ージ大部分はDVD-ROMに収録)
- 2001年＝１月号＝毎月20日発売＝バウハウス出版
- 2001年＝４月号＝３月８日発売＝株式会社アスキーテックウィン『テックウィン』CD-ROM２枚付きの月刊パソコン誌。
- 2001年＝５月号＝３月２３日発売＝（株）角川書店『インターネット＆ケータイ　かんたんアクセス・マガジン』
- 2001年５月１４日発売（竹書房）　『ドキ！』　企画内容『ＳＥＸＹ・ベスト20』
- 2001年５月１５日発売　KKベストセラーズ『おとなの特選街』
- 2001年１０月２３日発売＝１２月号 角川書店 『サイトでーた.com』
- 2002年1月発売予定＝パソコン情報月刊誌「PC GIGA」CD-ROM2枚組
- 2002年２月２８日発売「できるインターネット」発行部数：20万部
- 2003年５月２８日発売「サイトPLAZA」Never２（ネバーネバー）イーストプレス刊
- 2008年５月２８日発売　近藤有華 写真集「 いつまでも！」300部限定発売